# ДнепрАзот (завод)
ПАО «ДнепрАзот» — предприятие химической промышленности Украины.
Входит в перечень предприятий, имеющих стратегическое значение для экономики и безопасности Украины.

## История
Предприятие было образовано в мае 1938 года на базе Каменского азотно-тукового комбината. Название — Днепродзержинский азотно-туковый завод, с 1965 г. Днепродзержинский химический комбинат.
В 1993 году предприятие преобразуется в открытое акционерное общество «ДнепрАЗОТ».
2007 год «ДнепрАзот» закончил с чистой прибылью 41,742 млн гривен. 24,97 % акций «ДнепрАзота» принадлежит компании Магнум-Прогресс, 24,67 % — Лидер-Истейт (обе — Днепропетровск)
С 28 сентября 2009 года председателем правления является Александр Дубинин. До назначения г-н Дубинин был председателем правления ПАО «Стахановский завод ферросплавов» (Луганская область).
В 2009 году ПАО «Днепразот» произведено товарной продукции на сумму 1238,9 млн гривен. Объёмы производства основных видов продукции предприятия уменьшились по сравнению с 2007 годом и составляют:
- аммиак — 99,1 %;
- карбамид — 97,5 %;
- сода каустическая — 90,1 %;
- хлор жидкий — 89,9 %;
- кислота соляная — 139 %

Чистая прибыль ПАО «ДнепрАзот» за 2011 г. составила 563 млн 440 тыс. грн против убытка в 145 млн 235 тыс. грн годом ранее.
ДнепрАЗОТ был одним из претендентов на покупку «Одесского припортового завода».

## Современное состояние
ПАО «ДнепрАЗОТ» входит в десятку ведущих предприятий химической и нефтехимической промышленности Украины по приросту товарной продукции, объёмам прибыли и росту валового дохода. Продукция предприятия применяется в металлургии, сельском хозяйстве, горно-добывающей, химической и перерабатывающей промышленности, в энергетике и водоподготовке. Сегодня на предприятии выпускают аммиак и карбамид, соду каустическую и жидкий хлор, соляную кислоту и гипохлорит натрия, КМЦ различных модификаций и товары народного потребления.
С 15 июня 2018 года производство полностью остановлено на неопределенный срок вследствие неблагоприятной конъюнктуры рынка.